# Jacob Hector
Jacob Hector (* 28. Februar 1872 in Pachten; † 4. Februar 1954 in Saarlouis) war ein deutscher Arzt und Politiker. Er war von 1919 bis 1920 Bürgermeister der Stadt Saarlouis und von 1920 bis 1923 Mitglied der Regierungskommission für das Saargebiet.

## Leben
Jacob Hector entstammte einer katholischen Bauernfamilie. Er bestand sein Abitur 1895, also im Alter von 23 Jahren, am Gymnasium Dionysianum in Rheine.
Er heiratete 1901 in Saarlouis und hatte vier Kinder.

## Ausbildung
Nach dem Abitur studierte Hector Medizin in Würzburg, München, Gießen, Lausanne, Heidelberg und Berlin. Im Februar 1900 erhielt er seine Approbation als Arzt und promovierte 1901 zum Dr. med.

## Laufbahn als Arzt
Von August 1900 bis August 1901 arbeitete Hector als Schiffsarzt des Norddeutschen Lloyd auf Fahrten nach Nord- und Südamerika sowie Ostasien.
Ab Herbst 1901 praktizierte er als Arzt in Saarlouis. Die Tätigkeit als Arzt setzte er auch während seiner politischen Laufbahn fort. 1935 emigrierte er aufgrund der politischen Situation in Deutschland nach Frankreich und arbeitete dort als Arzt. Er kehrte 1946 nach Saarlouis zurück und praktizierte dort bis zu seinem Tod 1954 wieder als Arzt.

## Politische Laufbahn
Ab Anfang 1913 war Hector einer von 26 gewählten Saarlouiser Stadtverordneten. Nach dem Ersten Weltkrieg wurde Saarlouis von Frankreich besetzt. Im Ringen um die nationale Zugehörigkeit von Saarlouis positionierte Hector sich, im Gegensatz zu vielen anderen Stadtverordneten, als ein Befürworter des Anschlusses an Frankreich. Ende April 1919 wurde der Saarlouiser Bürgermeister Peter Gilles von der französischen Verwaltung abgesetzt und Hector wurde kommissarisch als Bürgermeister eingesetzt.
Am 13. Mai 1919 wurde Hector vom Stadtrat auch offiziell als Bürgermeister gewählt. Am 28. Mai 1920 trat er von diesem Amt zurück.
Ab Anfang 1920 war das Saargebiet Mandatsgebiet des Völkerbundes und wurde von einer Regierungskommission verwaltet. Im September 1920 wurde Hector durch den Völkerbundrat zum Mitglied der Regierungskommission gewählt und wurde Minister für Landwirtschaft und Wohlfahrt.
Nachdem in einem Beleidigungsprozess gegen einen Journalisten belastende Dokumente auftauchten, die zeigten, dass Hector in seiner Zeit als Bürgermeister ohne Wissen des Stadtrats zwei Briefe nach Paris geschickt hatte und auch die französische Version einer Denkschrift aus dieser Zeit erheblich von der deutschen, vom Stadtrat verabschiedeten, Version abwich, trat Hector Ende Februar 1923 von seinem Amt als Mitglied der Regierungskommission zurück.
Danach konzentrierte sich Hector wieder auf seine Tätigkeit als Arzt und tritt politisch erst wieder 1933 als Mitbegründer der Saarländischen Wirtschaftsvereinigung, die sich gegen die Eingliederung des Saarlandes in das Deutsche Reich einsetzte, in Erscheinung.

## Ehrungen
Im Jahr 1950 wurde Hector zum Ehrenbürger von Saarlouis ernannt. Die Dr.-Jacob-Hector Straße dort-selbst ist nach ihm benannt.